# Myliobatis chilensis
Myliobatis chilensis — вид хрящевых рыб рода орляков семейства орляковых скатов отряда хвостоколообразных надотряда скатов. 
Эти скаты обитают в субтропических водах юго-восточной части Тихого океана. Встречаются у берега на глубине до 100 метров. Максимальная зарегистрированная ширина диска 200 сантиметров. Грудные плавники этих скатов срастаются с головой, образуя ромбовидный диск, ширина которого превосходит длину. Характерная форма плоского рыла напоминает утиный нос. Тонкий хвост длиннее диска. Окраска дорсальной поверхности диска серо-коричневого цвета.
Подобно прочим хвостоколообразным Myliobatis chilensis размножаются яйцеживорождением. Эмбрионы развиваются в утробе матери, питаясь желтком и гистотрофом. В помёте до 4 новорождённых. Эти скаты не являются объектом целевого коммерческого промысла, попадаются качестве прилова.

## Таксономия
Впервые новый вид был научно описан в 1892 году. От симпатрического вида Myliobatis peruvianus отличается окраской и формой рыла.

## Ареал и места обитания
Myliobatis chilensis и обитают в юго-восточной части Тихого океана у побережья Чили и Перу. Встречаются в прибрежных водах на континентальном шельфе не глубже 100 м.

## Описание
Грудные плавники Myliobatis chilensis, основание которых расположено позади глаз, срастаются с головой, образуя ромбовидный плоский диск, ширина которого превышает длину, края плавников имеют форму заострённых («крыльев»). Голова короткая и закруглённая. Кнутовидный хвост длиннее диска. Брюшные плавники широкие, задний край образует почти прямую линию. Позади глаз расположены брызгальца. На вентральной поверхности диска имеются 5 пар жаберных щелей, рот и ноздри. Зубы образуют плоскую трущую поверхность. Окраска дорсальной поверхности диска коричневатого цвета. Максимальная зарегистрированная ширина диска 200 см.

## Биология
Подобно прочим хвостоколообразным Myliobatis chilensis относятся к яйцеживородящим рыбам. Эмбрионы развиваются в утробе матери, питаясь желтком и гистотрофом. В помёте до 4 новорождённых.
На Myliobatis chilensis паразитируют цестоды Acanthobothrium batailloni, Acanthobothrium coquimbensis, Caulobothrium myliobatidis и Rhodobothrium mesodesmatum и веслоногие Eudactylina indivisa, Eudactylina myliobatidos и Eudactylina peruensis.

## Взаимодействие с человеком
Myliobatis chilensis не являются объектом целевого коммерческого промысла. Они попадаются в качестве прилова по всему ареалу. На северном побережье Чили на берегу часто находят скелеты пойманных и выброшенных за борт скатов. Данных для оценки Международным союзом охраны природы статус вида является уязвимым .